# Padgett Powell
Pour les articles homonymes, voir Powell.
Œuvres principales
- Edisto
- Typical
- You & Me

Padgett Powell, né le 25 avril 1952 à Gainesville en Floride, est un écrivain américain,.

## Biographie
Né à Gainesville, Padgett Powell fréquente le lycée Nathan Bedford Forrest.
Après avoir travaillé comme couvreur dans tout le Texas, il fait les études à l'Université de Houston où son professeur d'écriture est Donald Barthelme. Il édite alors le journal de l'université Fighting About Writing où, dès 1972, il écrit des fictions  qui composeront la base de son premier roman.
Il se fait connaître au niveau national avec son premier roman, Edisto (1984), celui-ci raconte l'histoire de Simons Manigault, dix ans, et de son adolescence mouvementée sur la côte de la Caroline du Sud. Ce roman publié dans The New Yorker lui vaut la nomination au National Book Award. Outre The New Yorker, ses écrits seront publiés dans The Paris Review, Harper's, Grand Street, Oxford American, The New York Times Book Review.
En 2009, paraît The Interrogative Mood: A Novel?, son roman entièrement composé de questions. Son roman Toi et moi (2012) est une conversation libre entre deux anonymes assis sur une véranda. Ils parlent de stars de cinéma, de guerre, de pêche, d'enfance, de mort; il n'y a guère d'intrigue, de personnages ou d'explications, juste un dialogue fluide, phrase après phrase.
Le recueil de 44 nouvelle Cries for Help paru chez Catapult en 2015, confirme son orientation vers le surréalisme.
Powell est professeur émérite à l'Université de Floride, où il a commencé à enseigner l'écriture en 1984.

## Œuvres

### Romans
- Edisto, Belfond, 1988 ((en) Edisto, 1984)
- (en) A Woman Named Drown, 1987[5]
- (en) Mrs. Hollingsworth's Men, 2000
- Le Mode interrogatif : Roman ?, Rue Fromentin, 2012 ((en) The Interrogative Mood: A Novel?, 2009)
- (en) You & Me, 2012

### Recueils de nouvelles
- (en) Typical, 1991
- (en) Aliens of Affection, 1998
- (en) Cries for Help, Various, 2015